# Gustaf Mattsson (präst)

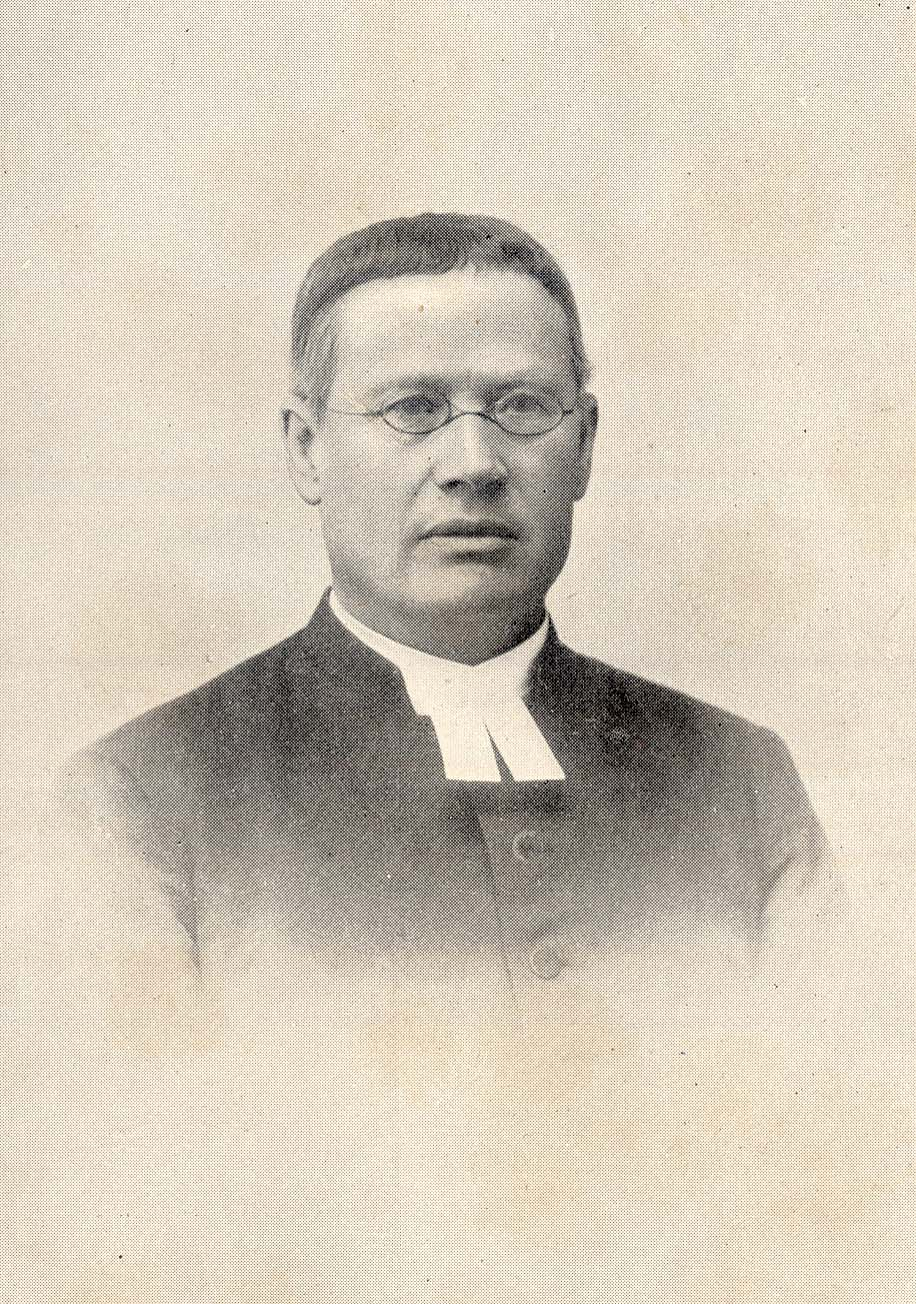
Mattsson 1901.

Kaj Anders Gustaf Mattsson, född 26 december 1843 i Sörbo, Stora Tuna, död 17 augusti 1906 i Mora församling, var en svensk präst och som A. G. Matsson författare till ett flertal läroböcker. 
Mattsson var yngst av fyra söner till bonden i Rågåker Kaj Mats Matsson (1807-1873) och Röns Anna Andersdotter (1806-1881). När han var i 20-årsåldern och bröderna gift sig och flyttat hemifrån ville han bli lärare och fick av fadern familjens häst att sälja för att få ihop startkapital till seminariestudier i Uppsala. Byggmästaren Kalles Carl Mattsson (1841-1912) i Tjärna var en av hans bröder.
Han var folkskollärare i Stora Tuna 1868–1870, blev student vid Uppsala universitet 1874 och prästvigdes 1877 för Västerås stift, varefter han blev klockarpräst i Mora samma år. 1887 blev han komminister i Leksands församling och han slutförde sin gärning med samma tjänst i Mora från och med 1897. Han var även kontrollant vid Kopparbergs Enskilda Banks avdelningskontor i Mora från 1899.
Mattsson gifte sig med Fredrika Charlotta (Lotten) Cedergren (1835-1909). Paret fick tre barn, varav sonen docent Emanuel Morbeck blev kyrkoherde i Stora Malms församling och läroboksförfattare även han.

## Böcker av  Mattsson
- Hvad är skrifvet? : Huru läser du? : Ett ord i försoningsfrågan Mora 1882
- Tysta öfningar i modersmålet för folkskolans barn Falun 1886
- Predikan vid prosten Denis Borgs jordfästning i Mora kyrka den 18 juli 1899, Falun 1899
- Kristendomens hufvudsanningar, till undervisning och uppbyggelse framställda i 75 predikningar öfver katekesen Stockholm 1901